# Neil Emblen
Neil Emblen (Bromley, 19 de junho de 1971) é um ex-futebolista profissional e treinador inglês,  que atuava como meia-defensivo.

## Carreira
Neil Emblen atuou por Wolverhampton Wanderers, e foi capitão do Norwich City. 

## Treinador
Como treinador comandou o elenco da Seleção Neozelandesa de Futebol nas Olimpíadas de 2012.